# Pacific Rugby Cup 2011
El Pacific Rugby Cup del 2011 fue la sexta edición del torneo de rugby en el que la disputaron 3 equipos.
El campeón de la competencia fueron los fiyianos Fiji Warriors, quienes obtuvieron su tercer título.

## Equipos participantes
- Fiji Warriors
- Samoa A
- Tonga A

## Clasificación
| Pos. | Equipo        | Encuentros | Encuentros | Encuentros | Encuentros | Tantos  | Tantos    | Tantos     | Puntos Bonus | Puntos Totales |
| Pos. | Equipo        | jugados    | ganados    | empatados  | perdidos   | a favor | en contra | diferencia | Puntos Bonus | Puntos Totales |
| ---- | ------------- | ---------- | ---------- | ---------- | ---------- | ------- | --------- | ---------- | ------------ | -------------- |
| 1    | Fiji Warriors | 8          | 4          | 0          | 4          | 144     | 201       | -57        | 1            | 17             |
| 2    | Samoa A       | 8          | 3          | 0          | 5          | 135     | 171       | -36        | 3            | 15             |
| 3    | Tonga A       | 8          | 2          | 1          | 5          | 133     | 233       | -100       | 1            | 11             |

Nota: Se otorgan 4 puntos al equipo que gane un partido y 2 al que empate
Puntos Bonus: 1 punto por convertir 4 tries o más en un partido y 1 al equipo que pierda por no más de 7 tantos de diferencia
|  | Campeón |

### Partidos
| 19 de marzo | Fiji Warriors | 26 - 17 | Tonga A |  |  |

| 22 de marzo | Fiji Warriors | 23 - 12 | Samoa A |  |  |

| 26 de marzo | Tonga A | 15 - 13 | Samoa A |  |  |

| Bandera de Fiyi       |
| Campeón Fiji Warriors |
| Tercer título         |